# Lui e lei (serie televisiva)
Lui e lei è stata una serie televisiva italiana, diretta da Luciano Manuzzi ed Elisabetta Lodoli e trasmessa in prima visione su Rai 1 dal 18 settembre 1998 al 10 dicembre 1999.

## Trama
Claudio Romano è un brillante e ricco avvocato che lavora in un noto studio della città. La vita dell’uomo, destinato a una promettente carriera e in procinto di sposare la figlia del capo, cambia improvvisamente quando accetta la difesa di Ciro, adolescente difficile, accusato di omicidio. Il ragazzo risveglia infatti la vera vocazione professionale di Claudio, che da quel momento in poi inizierà a seguire cause riguardanti proprio la difesa dei minori.
Giulia Pisano, invece, è un commissario di polizia, cresciuta senza famiglia ed estremamente capace nel proprio lavoro. La donna, determinata e istintiva, viene assegnata, suo malgrado, a casi che hanno proprio a che fare con i minori. I due protagonisti, diversi per carattere ed esperienze di vita, si troveranno a lavorare insieme, dapprima scontrandosi, per poi scoprirsi più simili di quanto immaginato. 

## Produzione
La fiction Lui e lei è composta da due stagioni ed è prodotta da Lux Vide e Rai Fiction, che però nella prima stagione era chiamata Rai Cinemafiction. La prima stagione andò in onda in prima visione su Rai 1 in prima serata dal 18 settembre 1998 al 30 ottobre 1998. La seconda stagione andò in onda in prima visione sempre su Rai 1 in prima serata dal 22 ottobre 1999 al 10 dicembre 1999. Gli attori protagonisti sono Vittoria Belvedere ed Enrico Mutti; durante la seconda stagione subentra Karin Proia. 
Entrambe le stagioni sono composte da otto puntate dalla durata di 100 minuti ciascuna, perciò la serie, in totale, è composta da 16 puntate da 100 minuti. In Italia, le repliche sono state trasmesse da Rai 1 e Rai Premium.

## Episodi
| Stagione         | Episodi | Prima TV |
| ---------------- | ------- | -------- |
| Prima stagione   | 8       | 1998     |
| Seconda stagione | 8       | 1999     |